# Naundorf (Striegistal)
Naundorf ist ein Ortsteil der Gemeinde Striegistal im Landkreis Mittelsachsen in Sachsen. Der Ort schloss sich am 1. Januar 1994 mit fünf weiteren Orten zur Gemeinde Tiefenbach zusammen, die wiederum seit dem 1. Juli 2008 zur Gemeinde Striegistal gehört.

## Geographie

### Geographische Lage
Naundorf liegt im Nordwesten der Gemeinde Striegistal. Der Ort liegt im Tal der Striegis.

### Nachbarorte
|             | Littdorf                                    | Grunau   |
| Reichenbach | Kompassrose, die auf Nachbargemeinden zeigt | Etzdorf  |
| Greifendorf |                                             | Böhrigen |

## Geschichte
Das Platzdorf Naundorf wurde im Jahr 1337 als „Nuendorf“ erwähnt. Es war bis ins 18. Jahrhundert eine Wüstung, die wiederbesiedelt wurde. Der Ort gehörte ursprünglich zum Besitz des Klosters Altzella. Nach der Säkularisation des Klosters Altzella im Jahr 1540 kam Naundorf zum neu gegründeten wettinischen Amt Nossen. Die Grundherrschaft über den Ort übte das Rittergut Gersdorf aus. Naundorf ist seit jeher nach Greifendorf gepfarrt. Der Ort gehörte bis 1856 zum kursächsischen bzw. königlich-sächsischen Amt Nossen. Ab 1856 gehörte Naundorf zum Gerichtsamt Roßwein und ab 1875 zur Amtshauptmannschaft Döbeln, welche 1939 in Landkreis Döbeln umbenannt wurde.
Mit der zweiten Kreisreform in der DDR kam die Gemeinde Naundorf im Jahr 1952 zum neu gegründeten Kreis Hainichen im Bezirk Chemnitz (1953 in Bezirk Karl-Marx-Stadt umbenannt). Seit 1990 gehörte die Gemeinde Naundorf zum sächsischen Landkreis Hainichen, der 1994 im Landkreis Mittweida und 2008 im Landkreis Mittelsachsen aufging.
Am 1. Januar 1994 schloss sich die Gemeinde Naundorf mit den Gemeinden Dittersdorf, Arnsdorf, Etzdorf (mit Gersdorf), Marbach (mit Kummersheim)  und Böhrigen zur Gemeinde Tiefenbach zusammen. Die Gemeinden Tiefenbach und Striegistal wiederum schlossen sich am 1. Juli 2008 zur neuen Gemeinde Striegistal zusammen, wodurch Naundorf seitdem ein Ortsteil von Striegistal ist.